# 임윤지
임윤지(1981년 3월 12일~)는 대한민국의 다이빙 선수로, 1996년 하계 올림픽에 참가했다.